# Esquerra Verda
Esquerra Verda (EV) és un partit polític ecologista d'àmbit català format el 13 de març de 2021 com a successor d'Iniciativa per Catalunya Verds.

## Història
El 22 de juliol de 2019, el jutjat mercantil número 7 de Barcelona va declarar a Iniciativa per Catalunya Verds (ICV) en concurs de creditors després sol·licitar-ho per un deute de 9,2 milions d'euros. El 2 de juliol de 2020, exmembres d'ICV van anunciar la fundació d'un nou partit amb el nom d'Esquerra Verda i que formaria part dels comuns, sent David Cid, Marta Ribas i Ernest Urtasun membres del nou partit. El 13 de març de 2021, el partit va celebrar la seva assemblea fundacional amb membres de la formalment dissolta Iniciativa per Catalunya Verds (ICV) i antics militants del Partit Socialista Unificat de Catalunya (PSUC).
A l'assemblea va ser elegit president d'honor Joan Saura i coordinadors polítics Anna Martin i Andreu Mayayo que, juntament amb Julia Boada, Lluís Camprubí i Mireia Marin formen la coordinadora col·legiada Aquesta direcció col·legiada s'integrava dins d’una comissió executiva de 22 persones, que va ser estat escollida amb un 92,8% de vots favorables. En formaven part, a banda dels membres de la direcció col·legiada, Marc Andreu, Joan Boada, Mercè Claramunt, Rafael Duarte, Laura Fages, Arnau Funes, Quiteria Guirao, Ramon Gutiérrez, Albert Marañón, Àngels Marcuello, Arnau Martí, Sònia Martínez, Oriol Muñoz, Kilian Pérez, Marc Rius, Conxita Sánchez, i Rosa Sans. El partit es va dotar també d’un consell nacional integrat per 204 persones, que va ser ratificat amb un 93,5% de vots favorables, així com d’una comissió de Garanties i Qualitat Democràtica formada per Jordi Guillot, Juan Carlos de la Torre i Genoveva català, i una Comissió Econòmica i Financera formada per Laia Ortiz, Ricard Fernàndez i Carme Alcalde. La formació, manté el compromís de formar part de l'espai polític de Catalunya en Comú i En Comú Podem, amb els quals continuaran compartint candidatura en institucions com ara el Parlament o el Congrés dels Diputats. Quant a ideari polític, el feminisme i l'ecologisme seran dos dels seus principals vèrtexs. No en va, un dels seus objectius estratègics és el de convertir-se en el “referent” del Partit Verd Europeu a Catalunya.